# Churchbridge
Churchbridge est une communauté située dans la province de la Saskatchewan, dans le sud-est.